# Байбаїн
Байбаїн або алібата — система письма, що існувала на Філіппінах до приходу іспанців, що має схожість з яванською писемністю каві і з південноіндійським письмом типу брахмі, а можливо, походить з бугійської писемності, що використовувалася на Сулавесі.

## Історія
На момент прибуття на Філіппіни іспанців в XVI століття на Архіпелазі було дуже мало грамотних людей. Проте, коли іспанці вирішили перевести Doctrina Cristiana (християнське вчення) на тагальську мову, щоб полегшити навернення місцевого населення в християнство, вони використовували писемність байбаїн.
Байбаїн продовжували використовувати на Філіппінах аж до XIX століття, коли іспанці ввели для філіппінських мов латинський алфавіт. Сам термін «байбаїн» буквально означає «письмо, проголошення по складах або по буквах» (пор. англійське «spelling»).
У 1989 році в озері Лагуна-де-Бай була знайдена мідна гравірована дошка, датована 21-м квітня 900 року (за ведичним календарем).
Напис на цій дошці містив санскритські, старояванські, старомалайські і старотагальські слова (написані на різновиді байбаїну) і повідомляла про звільнення її власника на ім'я Намваран від боргу золотом.
Старотагальський текст був дешифрований голландським мовознавцем Антоном Постма (Anton Postma). Зараз цей документ зберігається в Національному Музеї Філіппін.

## Алфавіт
За своїм типом цей лист є абугідою, що використовує поєднання приголосний-голосний. Кожен символ, використовуваний без додаткових значків, означає склад, що складається з приголосного і голосного «а».
Для позначення складів з іншими голосними використовуються значки, що поміщаються або зверху приголосного (для позначення звуків «E» або «I», що є алофонами) або знизу («O» або «U»). Значок називається «Кудла» (kudlit). Кудла не позначає голосні, які стоять окремо, для них є свої символи.
Проте в споконвічній формі одиночний приголосний не може існувати. Це завдало відомі труднощі іспанським священикам, котрі перекладали книги на мову місцевого населення.
Святий отець Франсиско Лопес винайшов свій власний Кудла у формі хреста (співвідносячи це з християнською традицією). Цей хрещатий Кудла використовувався в точності як вірама в індійській писемності деванагарі.